# 정치개혁연합
정치개혁연합(政治改革聯合)은 제21대 국회의원 선거에 대비하기 위해 여러 정당들이 연합하여 구성했던 대한민국의 정당이다.
본래 이 정당은 더불어민주당, 민생당, 정의당, 민중당, 녹색당, 미래당이 총선을 앞두고 연동형으로 개정된 비례대표를 선출하기 위해 연합하여 구상하고 창당한 정당이었으나, 더불어민주당이 더불어시민당에 참가하는 것으로 가닥을 잡으면서 와해되었다.